# Galloperdix
Galloperdix – rodzaj ptaków z podrodziny bażantów (Phasianinae) w rodzinie kurowatych (Phasianidae).

## Zasięg występowania
Rodzaj obejmuje gatunki występujące w Azji Południowej.

## Morfologia
Długość ciała 27–38 cm; masa ciała 226–454 g (samce są większe i cięższe od samic).

## Systematyka

### Etymologia
- Galloperdix: zbitka wyrazowa nazw rodzajów: Gallus Brisson, 1760 (kur) oraz Perdix Brisson, 1760 (kuropatwa)[7].
- Hepburnia: David Hepburn (1788–1851) – ppłk British Army w Indiach[8]. Gatunek typowy: Perdix hardwickii J.E. Gray, 1829.
- Plectroperdix: gr. πληκτρον plēktron „ostroga koguta”; περδιξ perdix, περδικος perdikos „kuropatwa”[9]. Nowa nazwa dla Hepburnia.

### Podział systematyczny
Do rodzaju należą następujące gatunki:
- Galloperdix spadicea (J.F. Gmelin, 1789) – kuropatwiak rdzawy
- Galloperdix lunulata (Valenciennes, 1825) – kuropatwiak siwogłowy
- Galloperdix bicalcarata (J.R. Forster, 1781) – kuropatwiak cejloński